# Jamiro Monteiro
Pour les articles homonymes, voir Monteiro.
Jamiro Monteiro, né le 23 novembre 1993 à Rotterdam aux Pays-Bas, est un footballeur international cap-verdien, possédant également la nationalité néerlandaise. Il joue au poste de milieu de terrain au PEC Zwolle.

## Biographie

### En club
Le 28 juillet 2018, Jamiro Monteiro rejoint la Ligue 2 et signe un contrat de trois ans avec le FC Metz. En manque de temps de jeu avec Metz, il est prêté pour la saison 2019 de Major League Soccer au Union de Philadelphie, le 5 mars 2019,.
Il est transféré aux Earthquakes de San José le 14 février 2022 après trois saisons à Philadelphie.

### En équipe nationale
Il reçoit sa première sélection en équipe du Cap-Vert le 29 mars 2016, contre le Maroc. Ce match perdu 2-0 rentre dans le cadre des éliminatoires de la Coupe d'Afrique des nations 2017. Il figure sur la liste des joueurs sélectionnés pour participer à la Coupe d'Afrique des nations 2021. En décembre 2023, il est retenu dans la liste des vingt-sept joueurs cap-verdiens sélectionnés par Bubista pour disputer la Coupe d'Afrique des nations 2023.

## Palmarès
FC Metz
- Champion de France de Ligue 2 en 2019

### Statistiques
| Saison                | Club                         | Championnat           | Championnat | Championnat | Coupe nationale | Coupe nationale | Coupe de la Ligue | Coupe de la Ligue | Compétition(s) continentale(s) | Compétition(s) continentale(s) | Compétition(s) continentale(s) | Séries | Séries | Cap-Vert | Cap-Vert | Total | Total |
| Saison                | Club                         | Division              | M.          | B.          | M.              | B.              | M.                | B.                | Comp.                          | M.                             | B.                             | M.     | B.     | M.       | B.       | M.    | B.    |
| 2015-2016             | SC Cambuur                   | Eredivisie            | 20          | 2           | 0               | 0               | -                 | -                 | -                              | -                              | -                              | -      | -      | 2        | 0        | 22    | 2     |
| 2016-2017             | SC Cambuur                   | Erste Divisie         | 36          | 4           | 5               | 2               | -                 | -                 | -                              | -                              | -                              | 2      | 0      | 3        | 0        | 46    | 6     |
| Sous-total            | Sous-total                   | Sous-total            | 56          | 6           | 5               | 2               | 0                 | 0                 | -                              | 0                              | 0                              | 2      | 0      | 5        | 0        | 68    | 8     |
| 2017-2018             | Heracles Almelo              | Eredivisie            | 34          | 4           | 3               | 1               | -                 | -                 | -                              | -                              | -                              | -      | -      | -        | -        | 37    | 5     |
| 2018-2019             | FC Metz                      | Ligue 2               | 3           | 0           | 1               | 0               | 3                 | 0                 | -                              | -                              | -                              | -      | -      | -        | -        | 7     | 0     |
| 2019                  | Union de Philadelphie (prêt) | MLS                   | 26          | 4           | 1               | 0               | -                 | -                 | -                              | -                              | -                              | 2      | 0      | 2        | 0        | 31    | 4     |
| 2020                  | Union de Philadelphie        | MLS                   | 25          | 4           | -               | -               | -                 | -                 | -                              | -                              | -                              | 1      | 0      | 2        | 0        | 28    | 4     |
| 2021                  | Union de Philadelphie        | MLS                   | 27          | 2           | -               | -               | -                 | -                 | LCC                            | 5                              | 2                              | 2      | 0      | 7        | 1        | 41    | 5     |
| Sous-total            | Sous-total                   | Sous-total            | 78          | 10          | 1               | 0               | 0                 | 0                 | -                              | 5                              | 2                              | 5      | 0      | 11       | 1        | 100   | 13    |
| 2022                  | Earthquakes de San José      | MLS                   | 31          | 4           | 2               | 0               | -                 | -                 | -                              | -                              | -                              | -      | -      | 9        | 1        | 42    | 5     |
| 2023                  | Earthquakes de San José      | MLS                   | 3           | 0           | 0               | 0               | -                 | -                 | LCup                           | 0                              | 0                              | -      | -      | -        | -        | 3     | 0     |
| Sous-total            | Sous-total                   | Sous-total            | 34          | 4           | 2               | 0               | -                 | -                 | -                              | 0                              | 0                              | 0      | 0      | 9        | 1        | 45    | 5     |
| Total sur la carrière | Total sur la carrière        | Total sur la carrière | 205         | 24          | 12              | 3               | 3                 | 0                 | -                              | 5                              | 2                              | 7      | 0      | 25       | 2        | 257   | 31    |